# 江苏省茶叶研究所
31°28′17″N 120°15′48″E / 31.47130°N 120.26328°E
江苏省茶叶研究所，原称无锡市茶叶品种研究所，是位于江苏省无锡市滨湖区的一个茶叶研究所。

## 沿革
1966年，无锡市太湖茶果场茶叶试验站成立。1975年，更名为无锡市梅园茶叶试验站，隶属于江苏省茶叶试验站。1979年，划归无锡市管辖，更名为无锡茶叶研究所。1984年，改名为无锡市茶叶品种研究所。2006年更名为江苏省茶叶研究所。2008年1月15日，经江苏省农林厅批准，江苏省茶叶研究所正式成立，地址位于无锡市滨湖区，其下有新建2400平方米的科研综合楼、1800平方米的实验茶厂。主要承担江苏省茶树新品种选育、栽培新技术和新产品开发等研究工作。
江苏省茶叶研究所育成两个中国国家茶树新品种（锡茶5号、锡茶11号），并创制了“惠泉牌无锡毫茶”、“太湖翠竹白茶”品牌，并建立江苏省茶树新品种引种基地、江苏省茶树种质资源圃、江苏省茶树病虫测报站。